# St. Peter und Paul (Uebigau)

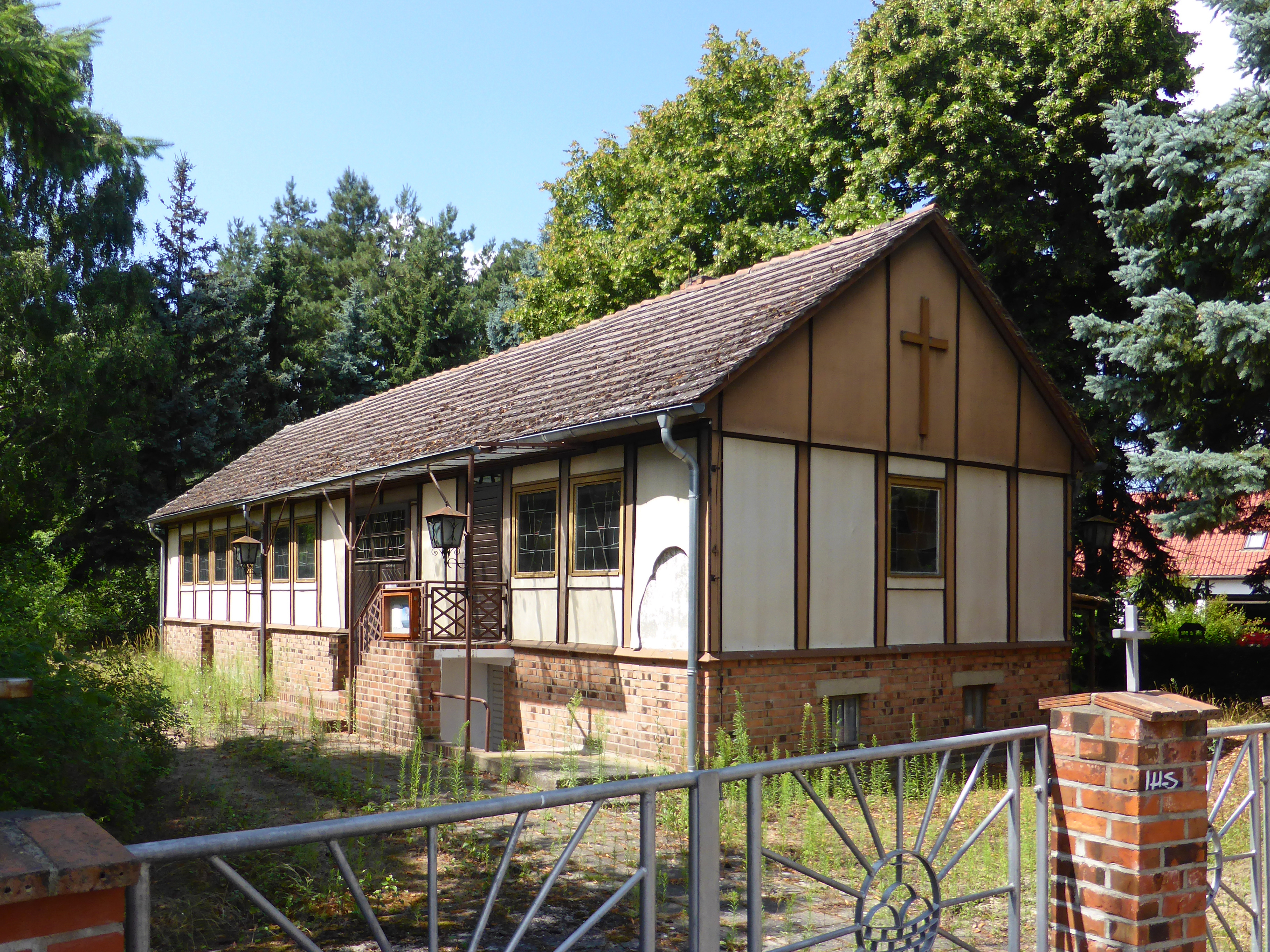
Ehemalige St.-Peter-und-Paul-Kirche (2025)

St. Peter und Paul war die römisch-katholische Kirche in Uebigau, einem Ortsteil der Stadt Uebigau-Wahrenbrück im Landkreis Elbe-Elster im Süden von Brandenburg. Die nach den heiligen Simon Petrus und Paulus von Tarsus benannte Kirche gehörte zuletzt zur Pfarrei St. Franziskus Bad Liebenwerda im Bistum Magdeburg.

## Geschichte
Im zum Archidiakonat des Domdechanten von Meißen gehörenden Uebigau wurde 1529 die Reformation eingeführt, wodurch die Bevölkerung und die St.-Nikolai-Kirche von Uebigau lutherisch wurde.
Erst gegen Ende des 19. Jahrhunderts ließen sich wieder einige wenige Katholiken in Uebigau nieder, sie gehörten zunächst zur Missionsvikarie Liebenwerda, dann von 1905 an bis zur Gründung der Kuratie Uebigau zur katholischen Gemeinde Falkenberg/Elster.
Ab Herbst 1944 kamen vor dem Vorrücken der Alliierten evakuierte Katholiken vom Niederrhein nach Uebigau, darunter auch vier Graue Schwestern mit Kranken, die von ihnen gepflegt wurden. Sie bezogen die 1. Etage der Gaststätte Krause, Markt 15, und richteten dort ein kleines Krankenhaus ein, das auch Bewohnern von Uebigau offenstand. Nachdem das Erzbischöfliche Kommissariat Magdeburg das Gasthaus Goldener Stern, Markt 7, gepachtet hatte, zogen die Schwestern mit dem Krankenhaus dorthin um und betreuten dort auch alte Menschen. Das Saal des Gasthauses wurde zu einer Kapelle umgestaltet. Mit den evakuierten Katholiken kamen auch zwei Priester in den Raum Uebigau, Pater Karl Breuning SJ und Pfarrer Franz Hillebrand. Pfarrer Franz Hillebrand nahm eine Wohnung im Pfarrhaus Falkenberg und betreute von dort aus die Katholiken in Uebigau. Seine Gottesdienste hielt er in Uebigau in der evangelischen St.-Nikolai-Kirche. Nach dem Ende des Zweiten Weltkriegs zog Pfarrer Hillebrand wieder in seine Heimat zurück.
Durch die Flucht und Vertreibung Deutscher aus Mittel- und Osteuropa nach dem Zweiten Weltkrieg zogen viele Katholiken nach Uebigau. Daher wurde am 7. Juni 1946 Pater Paul München PA zum außerplanmäßigen Vikar von Falkenberg mit Dienstsitz in Uebigau ernannt, womit in Uebigau eine katholische Gemeinde gegründet wurde. Erst im Januar 1947 konnte er nach Uebigau umziehen, wo er im Haus Drobiluger Straße 25 zwei Zimmer mieten konnte. Die Heiligen Messen zelebrierte er im Saal der Gaststätte Goldener Stern.
Am 1. November 1947 wurde die Kuratie Uebigau errichtet, die zur Pfarrei Bad Liebenwerda gehörte. Am 1. Januar 1948 wurde das Dekanat Torgau gebildet, dem Uebigau zugeordnet wurde. 1951 wurde eine auf dem Grundstück Ringstraße 48 stehende Scheune angemietet und zu einer Kapelle umgebaut, die am 27. Januar 1952 durch Dechant Schaefer aus Bad Liebenwerda ihre Benediktion erhielt und bereits das Patrozinium St. Peter und Paul trug. Eine ebenfalls auf diesem Grundstück stehende und mit angemietete Tischlerwerkstatt wurde als Sakristei und Gemeinderaum ausgebaut.
Am 28. Dezember 1955 kaufte der Kuratus das Baugrundstück Elsterstraße 4 an, auf dem er ab Frühjahr 1964 mit großer Eigenleistung der Gemeindemitglieder zwei Wochenendhäuser zusammen aufstellen ließ, in denen die Kirche nebst Sakristei und Gemeinderaum eingerichtet wurden. Am Mittwoch, den 12. August 1964, nahm Friedrich Maria Rintelen, der in Magdeburg residierende Weihbischof des Erzbistums Paderborn, zu dem Uebigau damals gehörte, die Benediktion der Kirche und die Altarweihe vor. Damals gehörten rund 480 Katholiken zur Kuratie Uebigau, 1978 betrug ihre Zahl noch 405, bis 2007 war sie auf 122 abgesunken. Zur Errichtung einer Pfarrvikarie oder Pfarrei kam es in Uebigau nicht.
Am 8. Juli 1994 wurde das Bistum Magdeburg gegründet, dem Uebigau seitdem angehört. Am 1. November 2006 wurde der Gemeindeverbund Bad Liebenwerda – Falkenberg – Herzberg – Mühlberg – Schlieben – Uebigau errichtet, aus dem am 2. Mai 2010 die heutige Pfarrei St. Franziskus Bad Liebenwerda entstand. Im Zuge der Auflösung der Dekanatsstrukturen im Bistum Magdeburg zum 1. September 2023 wurde das Dekanat Torgau aufgelöst und die Pastoralregion Elbe-Elster gebildet, der Uebigau zugeordnet wurde.
Gemäß bischöflichem Dekret vom 23. Mai 2024 erfolgte die Profanierung der Kirche am 29. Juni 2024, dem Patronatsfest der Kirche, nach einem letzten Hochamt. Das Grundstück mit dem Kirchengebäude wurde 2025 zum Verkauf angeboten.
Die nächstliegende katholische Kirche ist heute die Allerheiligen-Kirche in Falkenberg/Elster in rund fünf Kilometer Entfernung.